# Poul Bjørndahl Astrup
Poul Bjørndahl Astrup (* 4. August 1915 in Kopenhagen; † 30. November 2000) war ein dänischer Physiologe und Laborchemiker.
Die dänische Polioepidemie 1952 bis 1953 betraf viele junge Menschen, von denen viele wegen Lähmungen der Atemmuskulatur von einer Beatmung abhängig wurden. Als Chef des Laboratoriums im Blegdamshospitalet in Kopenhagen engagierte sich Astrup für eine bestmögliche Behandlung dieser Patienten. Er fand heraus, dass der Schlüssel, die Beatmung effektiv zu steuern, in der Messung des Säure-Basen-Status und der Oxygenierung bestand und entwickelte eine Äquilibrierungstechnik zur Bestimmung des Säure-Basen-Status, erarbeitete Nomogramme zur Auswertung der Messwerte, entwickelte eine Kohlendioxid-Elektrode und zusammen mit der Firma Radiometer A/S ein Gerät für die Blutgasanalyse.
Von 1954 bis 1979 war Astrup Chef des Zentrallaboratoriums des Rigshospitalet (Universitätskrankenhaus von Kopenhagen). 1964 wurde Astrup zum Professor für Klinische Chemie berufen.

## Veröffentlichungen (Auswahl)
- mit H. Gotzche, F. Neukirch: Laboratory investigations during treatment of patients with poliomyelitis and respiratory paralysis. In: The British Medical Journal. 3. April 1954,  1: S. 780–786, PMID 13140860.
- mit K. Jørgensen, O. S. Andersen, K. Engl: The acid-base metabolism, a new approach. In: Lancet. (London) 1960, I, S. 1035–1039, PMID 13794904.
- mit K. Mellemgaard: The quantitative determination of surplus amounts of acid or base in the human body. In: Scand. J. Clin. Lab. Invest. 12, 1960, S. 187.